# Vinícius Freitas
Vinícius de Freitas Ribeiro, meglio noto come Vinícius Freitas o più semplicemente Vinícius (Rio de Janeiro, 7 marzo 1993), è un calciatore brasiliano, difensore del FC Francavilla.

## Carriera

### Club

#### Lazio e i vari prestiti
Cresciuto calcisticamente in Brasile (prima nel Fluminense poi nel Cruzeiro), gioca come terzino sinistro e nel 2013 viene messo sotto contratto dalla squadra italiana della Lazio che lo inserisce in prima squadra fin da subito.
Nella sessione invernale di calciomercato successiva, dopo essersi seduto in panchina in molteplici occasioni, viene ceduto, a titolo temporaneo, al Padova militante in Serie B. L'esordio tra i professionisti arriva il 22 marzo 2014 nella sconfitta interna, per 0-4, contro la Cittadella. Il 17 maggio successivo mette a segno il suo primo gol in carriera in occasione della vittoria casalinga, per 2-1, contro il Pescara andando ad aprire le marcature della partita. Conclude il prestito con i biancoscudati andando a totalizzare 10 presenze e 1 rete.
Il 29 agosto 2014 viene ceduto nuovamente in prestito al Perugia sempre militante in Serie B. L'esordio arriva il 23 settembre successivo in occasione del pareggio esterno, per 0-0, contro il Modena. Il prestito con la maglia dei grifoni si conclude con un bottino di 15 presenze.
Il 12 agosto 2015 si trasferisce, a titolo temporaneo, in Svizzera, per vestire la maglia dello Zurigo. L'esordio arriva il 24 ottobre successivo in occasione del pareggio casalingo, per 2-2, contro il San Gallo. Il 25 maggio 2016, alla conclusione del campionato, lui e i suoi compagni non riescono ad evitare le retrocessione del club. Il 29 maggio successivo, la squadra riscatta la delusione della retrocessione andando a vincere la finale per l'assegnazione della Coppa Svizzera dove lo Zurigo si impone, per 0-1, sul Lugano; il difensore brasiliano disputa tutti i novanta minuti di gioco venendo anche ammonito negli ultimi istanti di partita. Conclude il prestito in terra svizzera con la vittoria del suo primo titolo da professionista e con un bottino di 24 presenze.

#### AEK Atene
Il 31 gennaio 2017 viene ceduto a titolo definitivo al club greco dell'AEK Atene lasciando così la Lazio senza aver disputato mai una partita. L'esordio arriva il 5 febbraio successivo in occasione della vittoria casalinga, per 6-0, contro il GAS Veria. Il 6 aprile 2017 mette a segno la sua prima rete con la nuova maglia in occasione della trasferta vinta, per 0-2, contro il Platanias. Il 6 maggio successivo perde la finale di Coppa di Grecia, per 2-1, contro il PAOK. Conclude la sua prima stagione in Grecia con un totale di 7 presenze e 1 rete aiutando il club a raggiungere la qualificazione in Champions League.

#### Chapecoense
Il 22 gennaio 2018 torna in patria per vestire la maglia della Chapecoense andando ad esordire il 9 febbraio successivo nella vittoria interna, per 2-1, contro l'Atlético Tubarão.

## Statistiche

### Presenze e reti nei club
Statistiche aggiornate al 22 settembre 2024.
| Stagione           | Squadra            | Campionato         | Campionato | Campionato | Coppe nazionali | Coppe nazionali | Coppe nazionali | Coppe continentali | Coppe continentali | Coppe continentali | Altre coppe | Altre coppe | Altre coppe | Totale | Totale |
| Stagione           | Squadra            | Comp               | Pres       | Reti       | Comp            | Pres            | Reti            | Comp               | Pres               | Reti               | Comp        | Pres        | Reti        | Pres   | Reti   |
| ------------------ | ------------------ | ------------------ | ---------- | ---------- | --------------- | --------------- | --------------- | ------------------ | ------------------ | ------------------ | ----------- | ----------- | ----------- | ------ | ------ |
| 2013-gen. 2014     | Lazio              | A                  | 0          | 0          | CI              | 0               | 0               | UEL                | 0                  | 0                  | SI          | 0           | 0           | 0      | 0      |
| gen.-giu. 2014     | Padova             | B                  | 10         | 1          | CI              | 0               | 0               | -                  | -                  | -                  | -           | -           | -           | 10     | 1      |
| 2014-2015          | Perugia            | B                  | 14         | 0          | CI              | 1               | 0               | -                  | -                  | -                  | -           | -           | -           | 15     | 0      |
| 2015-2016          | Zurigo             | SL                 | 20         | 0          | CS              | 4               | 0               | -                  | -                  | -                  | -           | -           | -           | 24     | 0      |
| 2015-2016          | Zurigo II          | PL                 | 3          | 0          | -               | -               | -               | -                  | -                  | -                  | -           | -           | -           | 3      | 0      |
| 2016-gen. 2017     | Lazio              | A                  | 0          | 0          | CI              | 0               | 0               | -                  | -                  | -                  | -           | -           | -           | 0      | 0      |
| Totale Lazio       | Totale Lazio       | Totale Lazio       | -          | -          |                 | -               | -               |                    | -                  | -                  |             | -           | -           | -      | -      |
| gen.-giu. 2017     | AEK Atene          | SL                 | 6+1        | 1+0        | CG              | 0               | 0               | UEL                | 0                  | 0                  | -           | -           | -           | 7      | 1      |
| 2017-gen. 2018     | AEK Atene          | SL                 | 3          | 0          | CG              | 3               | 0               | UCL+UEL            | 0                  | 0                  | -           | -           | -           | 6      | 0      |
| Totale AEK Atene   | Totale AEK Atene   | Totale AEK Atene   | 9+1        | 1+0        |                 | 3               | 0               |                    | -                  | -                  |             | -           | -           | 13     | 1      |
| 2018               | Chapecoense        | PD/SC+A            | 8+4        | 0          | CB              | 1               | 0               | CL                 | 0                  | 0                  | -           | -           | -           | 13     | 0      |
| 2019               | Botafogo-SP        | B                  | 9          | 0          | CB              | 0               | 0               | -                  | -                  | -                  | -           | -           | -           | 9      | 0      |
| 2020               | Chapecoense        | PD/SC+A            | 1+0        | 0          | CB              | 0               | 0               | CS                 | 0                  | 0                  | -           | -           | -           | 1      | 0      |
| Totale Chapecoense | Totale Chapecoense | Totale Chapecoense | 9+4        | 0          |                 | 1               | 0               |                    | 0                  | 0                  |             | -           | -           | 14     | 0      |
| 2021               | Joinville          | PD/SC+D            | 5+0        | 0          | CB              | 1               | 0               | -                  | -                  | -                  | -           | -           | -           | 6      | 0      |
| 2022-2023          | Ħamrun Spartans    | PL                 | 14         | 0          | CM              | 1               | 0               | UECL               | 2                  | 1                  | -           | -           | -           | 17     | 1      |
| 2024-2025          | FC Francavilla     | D                  | 3          | 0          | CI-D            | 1               | 0               | -                  | -                  | -                  | -           | -           | -           | 4      | 0      |
| Totale carriera    | Totale carriera    | Totale carriera    | 101        | 2          |                 | 12              | 0               |                    | 2                  | 1                  |             | -           | -           | 115    | 3      |

## Palmarès

### Club
- Coppa Svizzera: 1

Zurigo: 2015-2016
- Campionato maltese: 1

Ħamrun Spartans: 2022-2023